# Ibrāhīm Pascià
Ibrāhīm Pascià (Drama, 1789 – Il Cairo, 10 novembre 1848) è stato un generale, politico e sovrano egiziano.
Ibrāhīm (in arabo ابراهيم‎?) fu wālī d'Egitto e supremo comandante militare nelle campagne d'Arabia, di Siria e d'Anatolia. Figlio di Mehmet Ali, divenuto chedivè (viceré) d'Egitto, Ibrāhīm governò il paese dal luglio al 10 novembre 1848. Fu il padre di Ismāʿīl.

## Biografia

### Gioventù
Ibrāhīm Pascià nacque nell'anno dell'egira 1204 (1789-1790) nel villaggio di Nusratli (oggi Nikiforos), paese della madre e della nonna paterna, vicino alla città di Drama, in Rumelia (nella regione greca della Macedonia orientale), dove la famiglia si era stabilita dopo il matrimonio dei genitori. Era il primo figlio di Mehmet Ali, nato a Kavala, e di Amina. Falsa è la versione di alcuni storici occidentali del XIX secolo, secondo la quale la madre lo avrebbe avuto dal primo marito e che sarebbe poi stato adottato da Mehmet Ali dopo il suo matrimonio con Amina.
Nel 1805, all'età di sedici anni, quando suo padre salì al potere in Egitto, fu tenuto incarcerato da un ammiraglio ottomano. Ibrāhīm riottenne la libertà quando il padre respinse con successo il tentativo d'invasione del Regno Unito in Egitto, condotto dal generale Alexander Mackenzie-Fraser.
Nel 1813, Ibrahim governò provvisoriamente l'Egitto allorché il padre partì per l'Arabia per combattere i wahhabiti. Nel 1816, succedette al fratello Aḥmad Ṭūsūn nell'incarico di comandante in capo dell'esercito egiziano d'Arabia. Fu membro della massoneria.

### Campagna contro i wahhabiti
Con l'aiuto del colonnello francese Joseph Anthelme Sève (che in seguito assunse il nome di Sulaymān Pascià), introdusse la disciplina militare e le metodologie europee nell'esercito egiziano. La campagna contro i wahhabiti durò circa due anni e si concluse con l'annientamento politico dei wahhabiti.
Sbarcò a Yanbuʿ, il porto di Medina il 30 settembre 1816. Le città sante de La Mecca e di Medina erano state conquistate dai wahhabiti e la missione di Ibrahim era quella di recuperane il controllo, cacciandoli nel deserto del Najd.
La formazione e l'armamento dell'esercito egiziano gli garantirono la superiorità militare necessaria a prevalere sui suoi avversari. Tuttavia la conquista dell'Arabia fu assai laboriosa, a causa della necessità di prendere Dirʿiyya, bastione wahhabita nel deserto, e a causa del coraggio mostrato dai suoi nemici, che non temevano di morire per la loro causa.
Ibrahim si dimostrò dotato di tenacia, affrontando assieme al suo esercito tutte le difficoltà, non lasciandoli scoraggiare per via di qualche sconfitta. Verso la fine del 1818, egli obbligò il capo dei wahhabiti, l'imam Sulaymān (nipote di Muhammad b. ʿAbd al-Wahhāb) ad arrendersi, conquistando così Dirʿiyya.

### Operazione in Morea
L'11 dicembre 1819, entrò trionfalmente al Cairo. Dopo il suo rientro in patria, Ibrahim domandò al colonnello Sève (Sulayman Pascià) di avviare la riforma dell'esercito egiziano sul modello europeo. Nel 1824, Mehmet Ali fu nominato governatore di Morea dal sultano ottomano Mahmud II. Mahmud II sperava così di ottenere l'aiuto dell'esercito egiziano nella guerra d'indipendenza greca (1821-1832).
Ibrāhīm fu inviato nel Peloponneso con una squadra navale e un esercito di 17.000 uomini. La spedizione partì per la Grecia il 4 luglio 1824, ma per vari mesi la spedizione fu nell'incapacità di andare oltre l'isola di Creta e Rodi. Per timore dei brulotti greci, i battelli si fermarono in Morea. Il 26 febbraio 1825, dopo l'ammutinamento dei marinai greci a causa del mancato versamento della loro paga, Ibrāhīm sbarcò a Modone. Resterà in Morea fino all'ottobre 1828, attendendo l'intervento delle potenze occidentali in questa guerra.
Le operazioni di Ibrāhīm in Morea furono condotte con ferocia. Sconfisse facilmente i Greci e giunse il 24 aprile 1826 a metter fine all'assedio di Missolonghi, che costò la vita a numerosi soldati turchi ed egiziani. Gli insorti greci avevano creato molti problemi al suo esercito e, per vendetta, egli distrusse il paese, inviando poi migliaia di greci in Egitto per servire come schiavi. Questi provvedimenti indignarono le Potenze europee, la Francia, il Regno Unito e la Russia che si allearono per fermare e sconfiggere i troppo dinamici egiziani.
Dopo la battaglia di Navarino, il 20 ottobre 1827, vinta dalle potenze europee, la spedizione di Morea, condotta dalla Francia lo costrinse a capitolare e Ibrāhīm lasciò il Paese il 1º ottobre 1828.

### Campagna di Siria

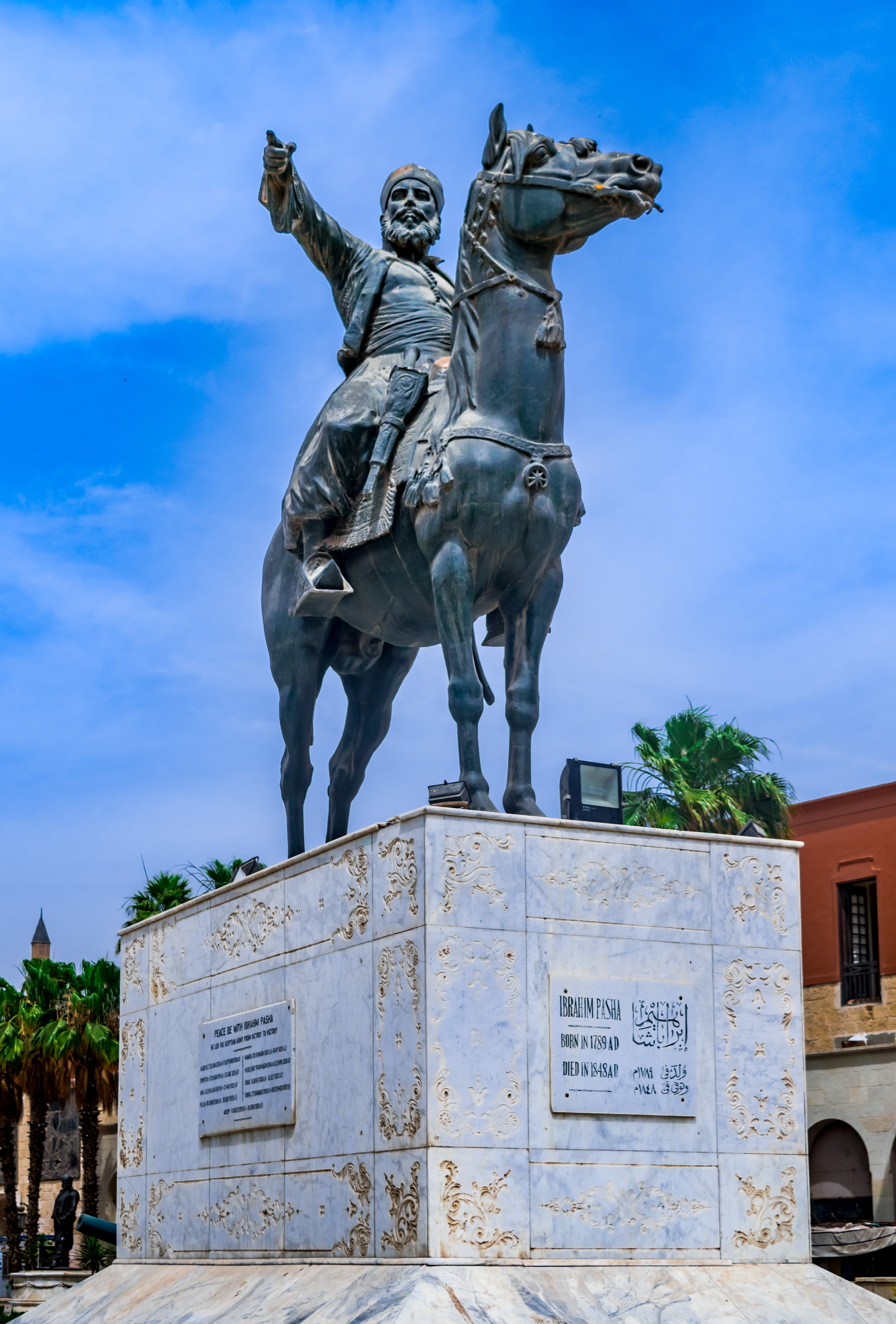
Una statua equestre di Ibrahim Pascià situata nella cittadella del Cairo.

Il governo ottomano, geloso dei suoi successi, tentò d'impedire alle sue truppe di tornare in Egitto. i britannici che s'erano incontrati con la sua flotta a Navarino, l'avevano descritto come un uomo obeso, malato e marcato dai segni del vaiolo.
Mirando all'indipendenza, o quanto meno all'autonomia, dell'Egitto, suo padre Mehmet Ali entrò in urto con l'Impero ottomano e ordinò a suo figlio di liberare l'Egitto. Insieme aderirono appieno al progetto di una nazione che radunasse tutti gli arabi dall'Egitto alla Mesopotamia (Iraq).
In Siria sconfisse i turchi, liberò Damasco il 27 maggio 1832, inflisse una disfatta all'esercito ottomano a Homs l'8 luglio, batté ancora l'esercito ottomano a Beilan il 29 luglio, poi invase l'Anatolia e conquistò Konya il 21 dicembre.
Dopo la sua campagna militare, rimase in Siria, di cui divenne governatore. Dopo la conclusione del trattato di Kütahya, inviò il suo esercito per prendere Istanbul. Ma i suoi soldati furono costretti a tornare sui loro passi dal momento che i britannici e gli austro-ungarici non volevano una nazione araba indipendente dall'Impero ottomano, decidendo pertanto di aiutare gli Ottomani perché riuscissero a sbarazzarsi delle forze egiziane. Ibrahim fu quindi costretto a lasciare l'Anatolia nel febbraio 1841.

### Morte
Nel 1846, effettuò una visita nell'Europa occidentale, venendovi ricevuto col rispetto che il suo rango richiedeva. Quando suo padre divenne troppo vecchio e fu colpito da forme degenerative di senilità, Ibrāhīm fu nominato reggente (luglio 1848), ma premorì al padre per tisi il 10 novembre 1848, rendendo necessario il ritorno sul trono del vecchio Mehmet Ali, prima che questi potesse trasmettere ogni potere al figlio di Ibrāhīm e suo nipote, ʿAbbās Hilmī, ritenuto vicino politicamente ai britannici, che si erano sempre opposti con ogni mezzo alla prospettiva che Ibrāhīm potesse creare uno Stato moderno in Egitto.